# Анушка Пател
Анушка Пател (енгл. Anushka Patel) је заменица главног директора и главна научница Института за глобално здравље, професор медицине на Универзитету у Новом Јужном Велсу и кардиолог у краљевској болници Алфред.

## Каријера
Завршила је медицинску обуку на Универзитету у Квинсленду, а затим стекла звање магистра епидемиологије на Универзитету Харвард и докторат на Универзитету у Сиднеју.
Њено истраживање је усредсређено на побољшање кардиоваскуларне неге у заједници и у болничким условима за акутну негу, такође води истраживачке пројекте у Аустралији, Кини и Индији. Подржава је Национални савет за здравствена и медицинска истраживања.
Пател описује своју мотивацију за лечење болесника са каридоваскуларним болестима: „У почетку ме занимало како бисмо могли да побољшамо лечење људи који су озбиљно болесни, попут оних који су претрпели срчани удар. Међутим, како је време пролазило, све ме више занимало како га заправо спречавате, јер је вероватно много корисније за становништво ако можете да га спречите”. Написала је есеј Making Asia fit for Growth за азијско друштво у Аустралији.

## Награде
- 2018. — Аустралијска академија наука, медаља за глобално здравље.[6]
- 2015. —  изабрана за члана медицинске академије.[7]
- 2011. —  The Sydney Morning Herald, именована је за једног од 100 најутицајнијих људи у Сиднеју.[8]
- 2006. —  Универзитет у Сиднеју 2006.[9]